# Ферреол Каннар
Ферреол Каннар (фр. Ferreol Cannard, 28 травня 1978) — французький біатлоніст,  бронзовий призер олімпійських ігор 2006 року, бронзовий призер чемпіонату світу з біатлону 2004 року, багаторазовий  призер етапів кубка світу з біатлону. Всі свої нагороди Ферреол завоював у складі чоловічої естафетної збірної Франція. У 2008 році він завершив свою біатлонну кар'єру. 

## Виступи на Олімпійських іграх
| Рік  | Міце проведення | Інд | Спр | Пр | МС | Ест |
| 2002 | Солт-Лейк-Сіті  | 77  |     |    |    |     |
| 2006 | Турин           |     | 31  | 40 |    | 3   |

## Виступи на чемпіонаті світу
| Рік  | Міце проведення      | Інд | Спр | Пр | МС | Ест | ЗМ |
| 2001 | Поклюка              | 38  | 49  |    |    |     |    |
| 2003 | Ханти-Мансійськ      | 43  | 72  |    |    | 13  |    |
| 2004 | Обергоф              | 21  | 27  | 25 |    | 3   |    |
| 2005 | Гохфільцен           | 15  | 21  | 12 | 20 | 5   |    |
| 2005 | Ханти-Мансійськ      |     |     |    |    |     | 5  |
| 2007 | Антхольц-Антерсельва |     | 59  | 43 |    | 10  |    |
| 2008 | Естерсунд            |     | 32  | 34 |    | 5   |    |

## Загальний залік в Кубку світу
- 2000—2001 — 42-е місце (79 очок)
- 2001—2002 — 47-е місце (64 очка)
- 2002—2003 — 32-е місце (154 очка)
- 2003—2004 — 23-е місце (218 очок)
- 2004—2005 — 26-е місце (185 очок)
- 2005—2006 — 71-е місце (17 очок)
- 2006—2007 — 50-е місце (47 очок)
- 2007—2008 — 72-е місце (18 очок)

## Статистика
У таблиці наведено статистику виступів біатлоніста в Кубку світу.
- Місця 1–3: кількість подіумів
- Чільна 10: кількість фінішів у першій десятці
- В очках: кількість виступів, на яких біатлоніст здобував очки
- Старти: кількість стартів
- Естафета: включно зі змішаною

| Місця                              | Індивід. | Спринт | Персьют | Мас-старт | Естафета | Разом |
| ---------------------------------- | -------- | ------ | ------- | --------- | -------- | ----- |
| 1                                  |          |        |         |           | 1        | 1     |
| 2                                  |          |        |         |           | 2        | 2     |
| 3                                  |          |        |         |           | 7        | 7     |
| Чільна 10                          | 2        | 4      | 1       | 1         | 26       | 34    |
| В очках                            | 13       | 19     | 17      | 10        | 30       | 89    |
| Стартів                            | 25       | 73     | 49      | 10        | 30       | 187   |
| Станом на: кінець сезону 2007/2008 |          |        |         |           |          |       |